# Мисливська вулиця (Київ, Голосіївський район)
Мисливська ву́лиця — вулиця в Голосіївському районі міста Києва, місцевість Корчувате. Пролягає від Столичного шосе до Острівної вулиці.

## Історія
Вулиця виникла в 1-й половині XX століття, мала назву Охотська, іноді в україномовних джерелах зазначалася під назвою Мисливська. 
Сучасна уточнена назва — з 2018 року.